# 库蒂什
库蒂什（法語：Coutiches，法語發音：[kutiʃ]）是法国上法蘭西大區北部省的一个市镇，位于该省中部偏东，属于杜埃区。

## 地理
库蒂什（50°27'19"N, 3°12'12"E）面积16.34 平方千米，位于法国上法蘭西大區北部省，该省份为法国最北部的省份及最长的省份，西北濒北海，西接加来海峡省，南至埃纳省和索姆省，东与比利时接壤。
与库蒂什接壤的市镇（或旧市镇、城区）包括：欧希莱索尔希、贝尔塞、布维尼、福蒙、弗利讷莱拉什、奥尔希。

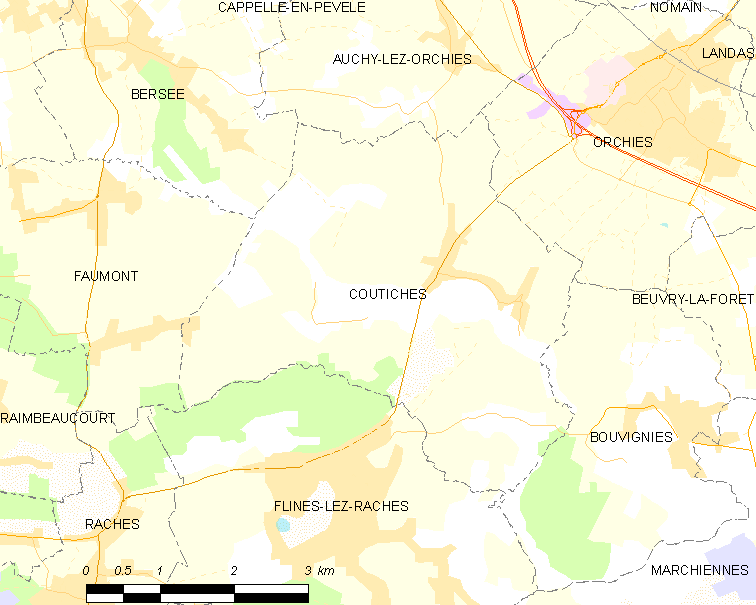
库蒂什的OSM定位图

库蒂什的时区为UTC+01:00、UTC+02:00（夏令时）。

## 行政
库蒂什的邮政编码为59310，INSEE市镇编码为59158。

## 政治
库蒂什所属的省级选区为奥尔希县。

## 人口

1962-2008年间库蒂什人口变化图示

库蒂什于2022年1月1日时的人口数量为3341人。